# Feroezi

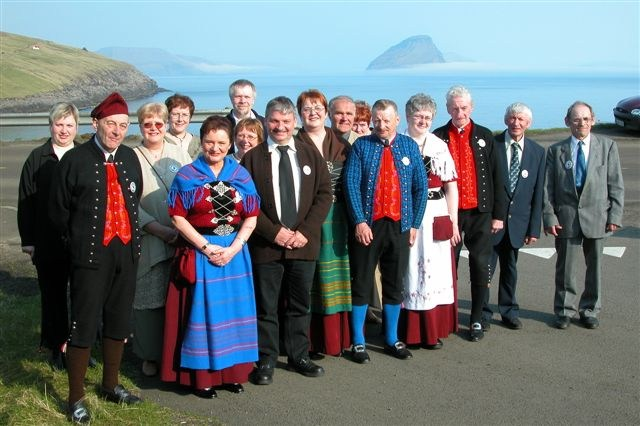
Dansatori feroezi, unii îmbrăcați în costum național.

Feroezii (Føroyingar) sunt un grup etnic germanic nativ din Insulele Feroe. Aceștia vorbesc limba feroeză. Religia lor predominantă este luteranismul.